# 崔碩栄
崔碩栄（チェ・ソギョン、최석영、1972年 - ）は、韓国の著作家。ソウル特別市出身。

## 略歴
高校時代に日本語を勉強したのをきっかけに日本に興味を持ち始める。韓国の大学で日本学を専攻し、軍を除隊後、1999年に渡日。関東地方の国立大学の大学院で教育学修士号を取得。大学院修了後は劇団四季やガンホー・オンライン・エンターテイメントなどで勤務した。
現在は日本に在住し、フリーライターとして韓国の反日、日韓の領土問題や歴史問題等について執筆活動を行っている。

## 著書
- 『김치 애국주의 - 언론의 이유 없는 반일』（『キムチ愛国主義―言論の理由なき反日』）인물과사상사（人物と思想社） 2010年 ISBN 9788959061600
- 『韓国人が書いた韓国が「反日国家」である本当の理由』 彩図社 2012年 ISBN 978-4883928880
- 『韓国人が書いた韓国で行われている「反日教育」の実態』 彩図社 2014年 ISBN 978-4801300408
- 『「反日モンスター」はこうして作られた 狂暴化する韓国人の心の中の怪物〈ケムル〉』（講談社+α新書） 講談社 2014年12月 ISBN 978-4062728829
- 『韓国「反日フェイク」の病理学 』(小学館新書)  小学館 2019年4月 ISBN 978-4098253463

共著
- 「(64「反日」の根源を探る) 朴槿恵大統領が反日をやめられない弱み」『2015年の論点100』（文春ムック） 文藝春秋 2014年11月 ISBN 978-4160086173